# Florent Hadergjonaj
Florent Hadergjonaj (ur. 31 lipca 1994 w Langnau im Emmental) – szwajcarski piłkarz kosowskiego pochodzenia występujący na pozycji obrońcy w tureckim klubie Kasımpaşa SK oraz w reprezentacji Kosowa. Wychowanek BSC Young Boys, w swojej karierze grał także w FC Ingolstadt 04 oraz Huddersfield Town F.C.